# Union pour la démocratie française
Unionen for fransk demokrati (UDF) (fransk: Union pour la démocratie française) var et fransk politisk parti, der eksisterede fra 1978 til 2007. 
I 2007 blev partiet splittet i centrum-venstre partiet Den demokratiske bevægelse (MoDem) og centrum-højre partiet Centristerne (LC).
Partiet blev stiftet af den daværende præsident Valéry Giscard d'Estaing i 1978. Partiet var fra starten en sammenslutning af præsident Giscard's og premierminister Raymond Barres ikke-gaullistiske tilhængere (især liberale og kristendemokrater).
Ved partiets splittelse i 2007 blev den tidligere præsidentkandidat François Bayrou formand for Den demokratiske bevælgelse (MoDem). Samtidigt blev Hervé Morin formand for Det nye Centrum (nu: Centristerne (LC)).
Europaparlamentarikeren Simone Veil var også medlem af partiet. 